# Camissonia tanacetifolia
Camissonia tanacetifolia är en dunörtsväxtart som först beskrevs av John Torrey och Samuel Frederick Gray, och fick sitt nu gällande namn av John Earle Raven. Camissonia tanacetifolia ingår i släktet Camissonia och familjen dunörtsväxter.

## Underarter
Arten delas in i följande underarter:
- C. t. quadriperforata
- C. t. tanacetifolia

## Bildgalleri

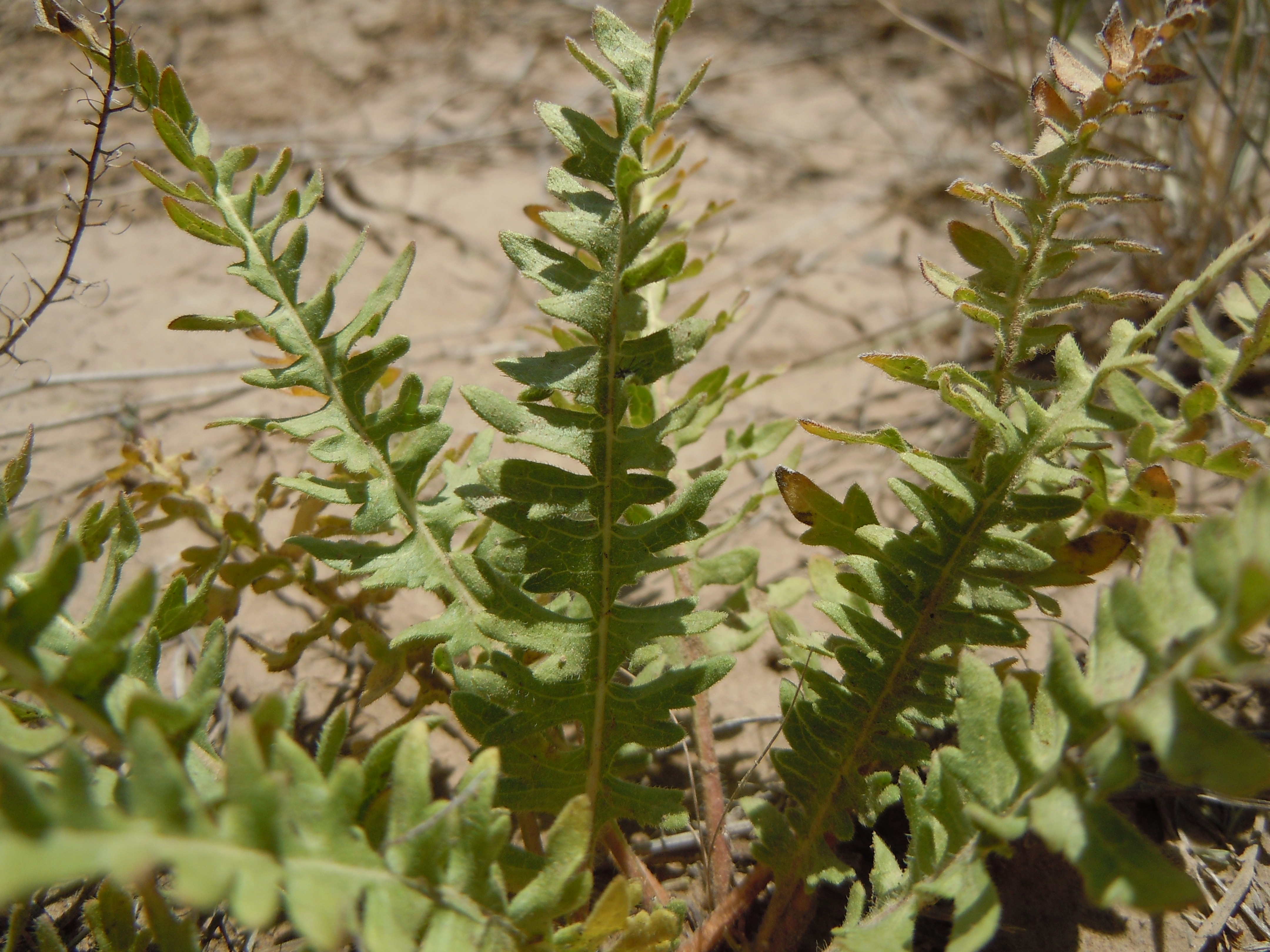
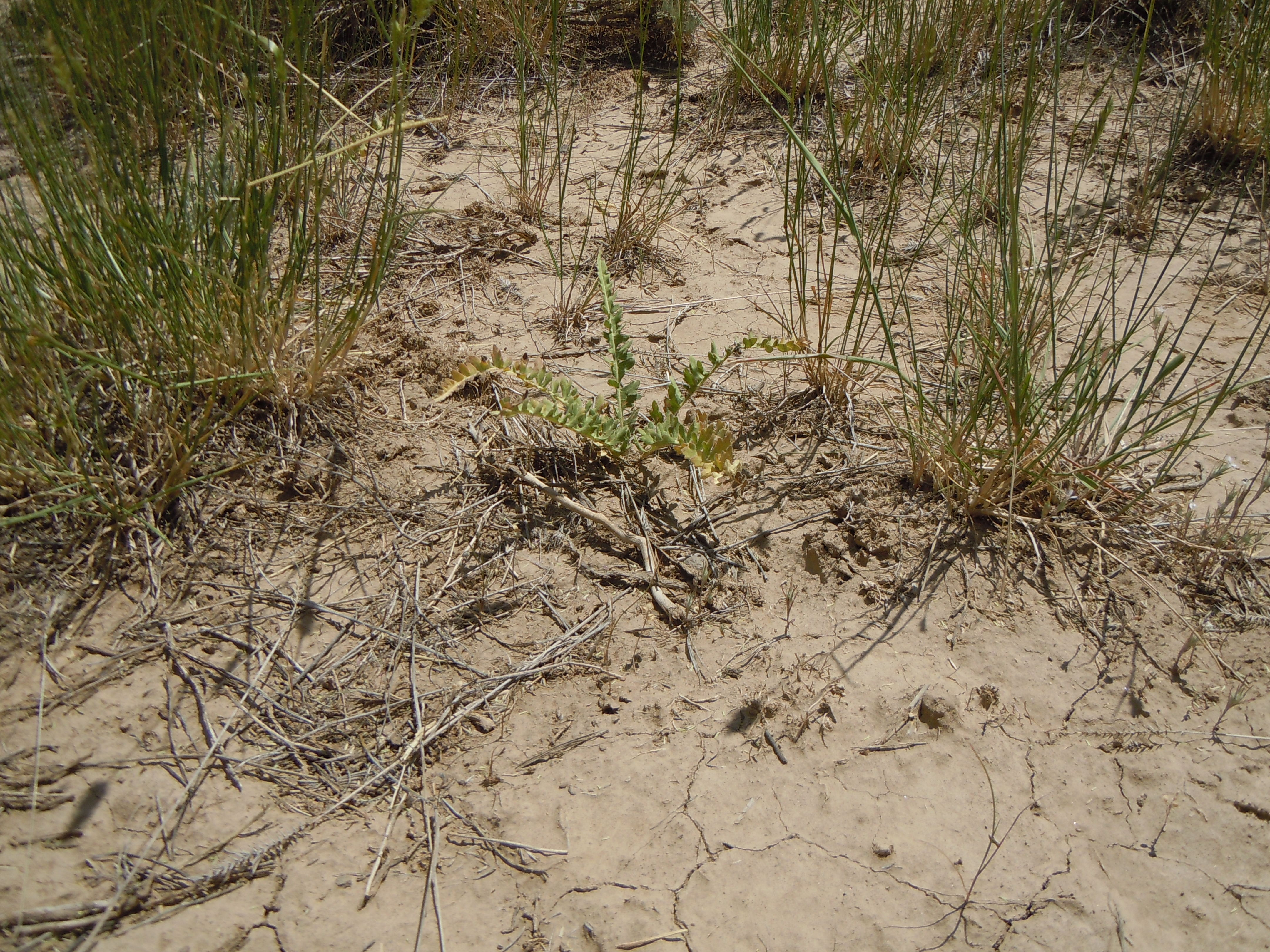
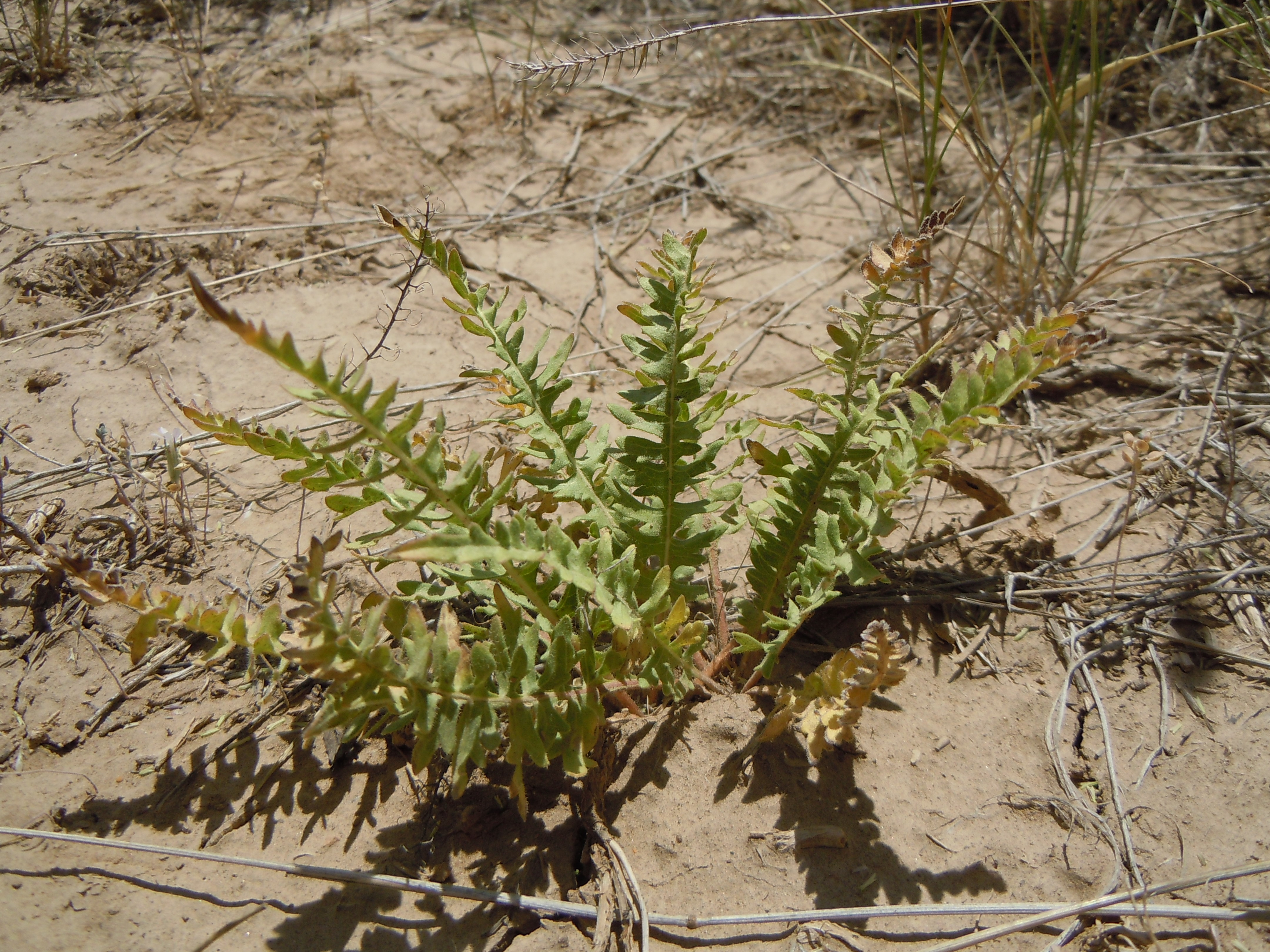